# Choerosaurus
Choerosaurus — вимерлий рід тероцефалових терапсид пізньої пермі в ПАР. Типовий вид Choerosaurus dejageri був названий південноафриканським палеонтологом Сідні Х. Готоном із зони збору тропідостоми в 1929 році. Зовні хореозавр схожий на скалопозавра. І в хореозавра, і в скалопозавра задня частина черепа (звана потилицею) висока, а ікла товсті й укорочені. У хорозавра також є анкілотекодонтні зуби, що означає, що вони зрослися з кісткою щелепи і не були замінені, коли він був живим.
Традиційно хореозаврів відносять до скалоподонтів, групи дрібних тероцефалів. Скалоподонтиєві зараз вважаються поліфілетичною групою переважно молодих тероцефалів, і більшість таксонів тепер класифікуються як базальні члени Baurioidea. Позиція Choerosaurus в Baurioidea невизначена, оскільки вона ніколи не була включена в філогенетичний аналіз.